# Echikere, Narasimharajapura
Echikere là một làng thuộc tehsil Narasimharajapura, huyện Chikmagalur, bang Karnataka, Ấn Độ.